# Mane Rokvić

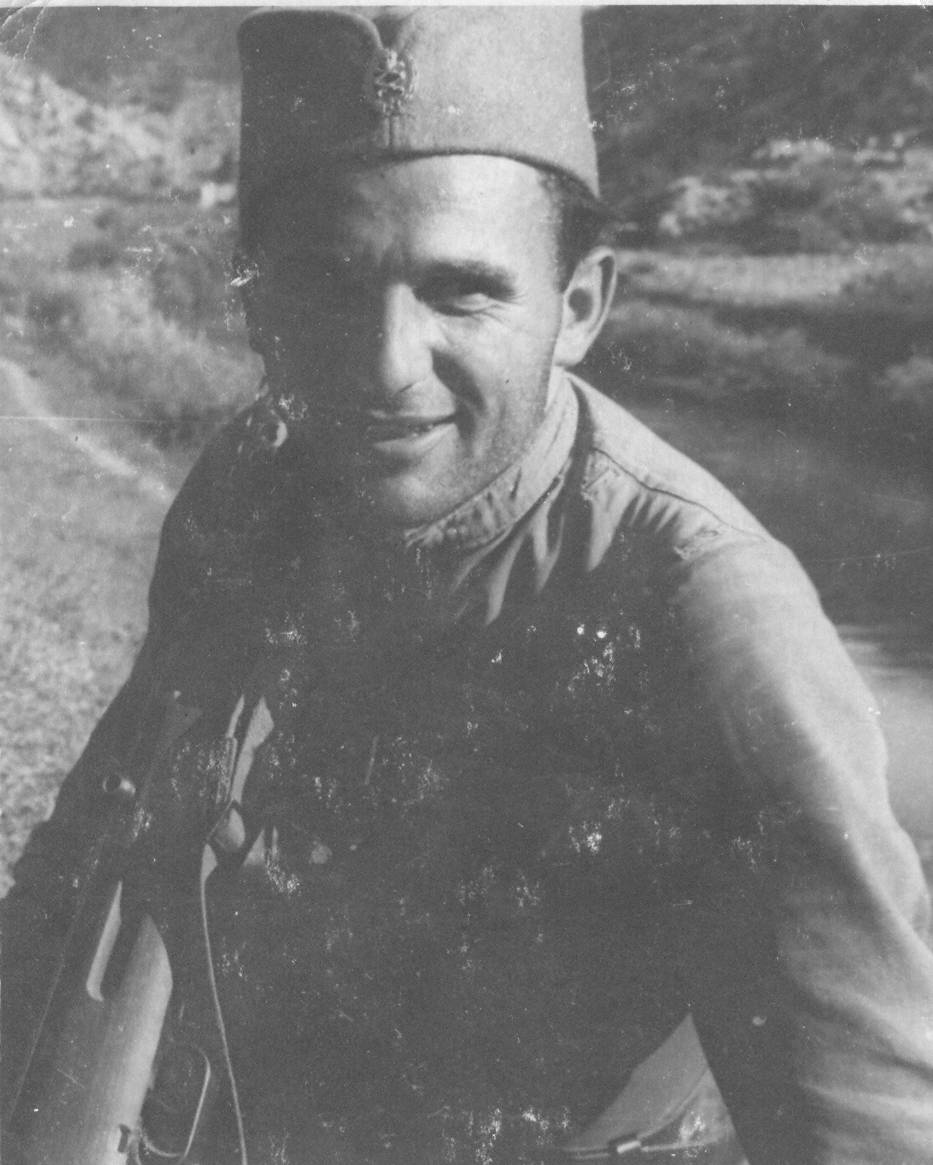
Mane Rokvić

Mane Rokvić (serbisch-kyrillisch Мане Роквић; * in Kolunić bei Bosanski Petrovac; † 1944 in Knin) war der Führer der etwa 600 Mann starken serbischen Tschetnik-Einheit »Kralj Aleksandar« der Dinarischen Tschetnik-Division im Zweiten Weltkrieg. Er wird für Kriegsverbrechen wie das Massaker von Gata verantwortlich gemacht. Im Oktober 1942 ermordeten Rokvićs Tschetniks etwa 200 Kroaten bei Massakern im Kreis Omiš.

## Leben
Rokvić wurde in Kolunić bei Bosanski Petrovac, im heutigen Bosnien und Herzegowina, geboren. Vor dem Zweiten Weltkrieg war Rokvić als Mechaniker in der Šipad Holz- und Möbelfabrik in Drvar beschäftigt. 1929 wurde Rokvić Mitglied der Kommunistischen Partei Jugoslawiens (KPJ).
Als jugoslawischer Kommunist und Widerstandskämpfer organisierte Rokvić erfolgreich den Widerstand. So wird Rokvić als Kommandeur der 4. Abteilung des Sloboda-Bataillons in Medeno Polje der erfolgreiche Angriff auf kroatische Streitkräfte am 26. Juli 1941 in Pasjak bei Drvar zugeschrieben. In diesem sogenannten Aufstand von Drvar befreite Rokvićs Abteilung mit drei weiteren Partisanenabteilungen anschließend die Städte Drvar, Bosansko Grahovo und das Dorf Oštrelj.
Nach dem Drvar-Aufstand löste sich Rokvić von den kommunistischen Partisanen und schloss sich den royalistisch-nationalistischen serbischen Tschetniks unter Draža Mihailović an. Zuvor soll er erfahren haben, dass jugoslawische Partisanen auf Anweisung kroatischer Kommunisten serbische Häuser in Drvar zerstörten, bevor italienische Besatzungstruppen eintrafen.
Nach der Kapitulation Italiens im September 1943 wurde Rokvić von der deutschen Besatzungsmacht in Jugoslawien zur Sicherung der Straßenverbindungen Bosansko Grahovo – Drvar – Bosanski Petrovac – Bihać eingesetzt. Die Wehrmacht bescheinigte Rokvić und seinen Tschetniks ununterbrochene Zusammenarbeit und gute Kampfkraft gegen die kommunistischen Tito-Partisanen.
Es wird angenommen, dass Rokvić Ende 1944 seine Streitkräfte nach Slowenien zurückzog, wo er vermutlich von der kroatischen Ustascha gefangen genommen und getötet wurde.

## Auszeichnungen
Anfang des Jahres 1942 wurde Rokvić vom Präsidenten der jugoslawischen Exilregierung Slobodan Jovanović mit dem Orden des Karađorđe-Sterns ausgezeichnet.

## Quelle
- Zdravko Dizdar: Četnički zločini u Bosni i Hercegovini : 1941.–1945. Hrsg.: Hrvatski institut za povijest. Dom i svijet, Zagreb 2002, ISBN 953-6491-86-9, S. 295.